# 柏耆
柏耆（8世纪?—829年），唐代魏州人，唐朝官员。大將柏良器之子。善於遊說。
元和四年（809年），成德節度使王士真卒，其子王承宗繼任節度使。裴度派遣柏耆前往恒州進行遊說，王承宗被迫獻出德、棣二州。以功授左拾遺。后转兵部郎中，大和元年（827年），迁谏议大夫，同年，李同捷反叛唐朝政府。
大和二年（828年）四月，橫海節度使李祐攻陷德州（治所在今山东省陵縣），諸道軍逼滄州（在今河北省境），李同捷向李祐請降。諫議大夫柏耆受詔宣慰行營，“好張大聲勢，以威制諸將”，諸將領十分厭惡他。李祐留大将万洪代守沧州，柏耆以三百骑驰入沧州，因事诛杀万洪，將李同捷押往長安。当时李祐正在病中，得知万洪被杀，病情加剧。文宗说：“如果李祐死了，就是柏耆杀的！”四月二十六日，行至將陵縣，柏耆怕王廷湊攔截，將李同捷斬殺，傳首京城。诸将嫉恨柏耆有功，都上表弹劾，柏耆被贬为循州司户参军判官，内官马国亮又奏柏耆于李同捷处取婢女九人，文宗念及前事，又命柏耆长流爱州。五月十八日，李祐病故，讣告至京，柏耆被赐死。《旧唐书》有史臣之语曰:“柏耆恃纵横之算，欲俯拾卿相，忘身蹈利，旋踵而诛，宜哉!”

## 延伸阅读
[在维基数据编辑]
 《舊唐書/卷154》，出自刘昫《舊唐書》
 《新唐書/卷175》，出自《新唐書》